# Rasol
Rasol (pac, salamura, marinada), naziv za više sličnih vrsta usoljene tekućine bazirane na vodi kojoj mogu biti dodani, ovisno o namjeni i ukusu, pojedini začini, i u kojoj se na određeno vrijeme umočeno ili potopljeno drže različite vrste mesa (divljači, ribe i sl.), a tradicionalno služi za njihovu pripremu prije daljnje obrade (pečenja, sušenja, dimljenja ili dr.). U nekim krajevima rasol je slana otopina u kojoj se kiseli zelje ili pak obrađuju druge namirnice (npr. luk). Gdjekad se za određene namjene koristi tzv. „suhi pac“, pri čemu se za usoljavanje najčešće rabi samo kuhinjska sol. S druge strane, kod različitih varijanti marinade koriste se, osim soli, dodatci kao što su  češnjak, luk, ocat, ulje, biber (papar), šećer, listovi lovora, timijan (majčina dušica), mljevena crvena paprika i drugi, pa je marinada u pravilu kiselija.

## Priprema
Odabrani komad mesa, ili više njih, posoli se sa svih strana, dobro razmaže i protrlja, a kod većih i debljih komada, kao što je cijela svinjska šunka ili lopatica, sol se dubinski unese i utrlja u sve dostupne otvore između kostiju (pomoću drške kuhače ili sličnog pribora). Zatim se stavlja u posudu odgovarajuće veličine, doda odabrane začine i prelije tekućim sastojcima, pa se meso protrlja i okrene, tako da bude obavijeno rasolom sa svih strana. Na kraju se sve pusti da stoji određeno vrijeme, što može biti od nekoliko sati (najčešće kad je u pitanju marinada) do nekoliko  tjedana, ovisno o vrsti obrade i namjeni.
U slučaju duljeg držanja mesa u rasolu, potrebno ga je povremeno okretati.  Pri svemu tome sol i ostali dodani začini djeluju na meso u kojem se odvijaju pojedini prirodni procesi u stanicama, odnosno tkivu, koji utječu na konačni okus hrane, te njegovu  teksturu. Ovaj postupak, uz uvjet da je izveden ispravno i kvalitetno, osigurava dugotrajnost i sigurnost obrađenog mesa, odnosno sprječava njegovo kvarenje. Nakon držanja u rasolu meso je spremno za daljnju, odnosno završnu obradu.

## Galerija
| Soljenje šunke prije stavljanja u pac (salamuru) | Dimljene šunke bile su tijekom procesa proizvodnje u pacu | “Suho“ usoljena piletina | Komadi luka u slanoj otopini |

## Vanjske poveznice
- Definicija
- Značenje riječi „rasol“ na području kajkavskog narječja
- Rasol za pripremu jelenjeg buta
- Neke razlike između pojmova „marinada, mokri pac, suhi pac i salamura“
- Usoljavanje mesa
- Upute za salamurenje (pacanje) mesa za sušenje